# Municipio Las Carreras
Das Municipio Las Carreras ist ein Verwaltungsbezirk im Departamento Chuquisaca im südamerikanischen Anden-Staat Bolivien.

## Lage im Nahraum
Das Municipio Las Carreras ist eines von drei Municipios der Provinz Sud Cinti und umfasst deren südwestlichen Bereich. Es grenzt im Westen und Süden an das Departamento Potosí, im Osten an das Departamento Tarija und im Norden an das Municipio Villa Abecia.
Das Municipio erstreckt sich zwischen etwa 21° 04' und 21° 30' südlicher Breite und 65° 12' und 65° 28' westlicher Länge, seine Ausdehnung von Westen nach Osten beträgt bis zu 30 Kilometer, von Norden nach Süden bis zu 50 Kilometer.
Das Municipio umfasst 56 Gemeinden (localidades), der zentrale Ort des Municipios ist die Ortschaft Las Carreras mit 765 Einwohnern (Volkszählung 2012) ganz im östlichen Teil des Municipios.

## Geographie
Das Municipio Las Carreras liegt an den südwestlichen Ausläufern der bolivianischen Cordillera Central, zwischen dem Altiplano im Westen und dem bolivianischen Tiefland im Osten. Das Klima ist ein kühl-gemäßigtes Höhenklima mit typischem Tageszeitenklima, bei dem die Temperaturunterschiede im Tagesverlauf stärker schwanken als im Jahresverlauf.
Die Jahresdurchschnittstemperatur in der Region liegt bei knapp 14 °C (siehe Klimadiagramm Camargo), die Monatsdurchschnittswerte schwanken zwischen knapp 10 °C im Juni/Juli und 16 °C von November bis März. Der Jahresniederschlag beträgt 400 mm und weist sieben aride Monate von April bis Oktober mit Monatswerten unter 20 mm auf, nennenswerte Monatsniederschläge fallen nur von Dezember bis Februar mit Werten von je 80 bis 90 mm.

## Bevölkerung
Die Einwohnerzahl ist zwischen 1992 und 2024 um die Hälfte angestiegen:
| Jahr | Einwohner | Quelle       |
| ---- | --------- | ------------ |
| 1992 | 3336      | Volkszählung |
| 2001 | 3556      | Volkszählung |
| 2012 | 4032      | Volkszählung |
| 2024 | 5007      | Volkszählung |

Die Bevölkerungsdichte bei der letzten Volkszählung von 2024 betrug 4,9 Einwohner/km², der Alphabetisierungsgrad bei den über 6-Jährigen war von 70,8 Prozent (1992) auf 78,9 Prozent (2001) angestiegen. Die Lebenserwartung der Neugeborenen betrug 69,2 Jahre, die Säuglingssterblichkeit war von 6,6 Prozent (1992) auf 4,3 Prozent im Jahr 2001 zurückgegangen.
98,6 Prozent der Bevölkerung sprechen Spanisch, 15,4 Prozent sprechen Quechua, und 0,1 Prozent sprechen Aymara. (2001)
96,1 Prozent der Bevölkerung haben keinen Zugang zu Elektrizität, 39,1 Prozent leben ohne sanitäre Einrichtung. (2001)
83,1 Prozent der 872 Haushalte besitzen ein Radio, 18,7 Prozent einen Fernseher, 53,4 Prozent ein Fahrrad, 1,5 Prozent ein Motorrad, 7,8 Prozent ein Auto, 6,3 Prozent einen Kühlschrank, und 0,7 Prozent ein Telefon. (2001)

## Politik
Ergebnis der Regionalwahlen (concejales del municipio) vom 4. April 2010:
| Wahl- berechtigte |  | Wahl- beteiligung | gültige Stimmen |  | MSM    | MAS-IPSP | UN    |
| ----------------- |  | ----------------- | --------------- |  | ------ | -------- | ----- |
| 1.370             |  | 1.222             | 1.040           |  | 523    | 440      | 77    |
|                   |  | 89,2 %            | 85,1 %          |  | 50,3 % | 42,3 %   | 7,4 % |

Ergebnis der Regionalwahlen (elecciones de autoridades políticas) vom 7. März 2021:
| Wahl- berechtigte |  | Wahl- beteiligung | gültige Stimmen |  | MAS-IPSP | CST     | UNIDOS | BSTH   | C-A    | MNR    |
| ----------------- |  | ----------------- | --------------- |  | -------- | ------- | ------ | ------ | ------ | ------ |
| 1.787             |  | 1.511             | 1.282           |  | 827      | 407     | 24     | 9      | 9      | 6      |
|                   |  | 84,56 %           | 84,84 %         |  | 64,51 %  | 31,75 % | 1,87 % | 0,70 % | 0,70 % | 0,47 % |

## Gliederung
Das Municipio Las Carreras bestand bei der letzten Volkszählung von 2012 aus den folgenden acht Kantonen (cantones):
- 01-0903-1 Kanton Las Carreras – 5 Vicecantones – 6 Gemeinden – 1.337 Einwohner (2001: 1.083 Einwohner)
- 01-0903-2 Kanton San Juan – 1 Vicecantón – 5 Gemeinden – 442 Einwohner (2001: 597 Einwohner)
- 01-0903-3 Kanton Impora – 3 Vicecantones – 4 Gemeinden – 298 Einwohner (2001: 416 Einwohner)
- 01-0903-4 Kanton La Torre – 2 Vicecantones – 10 Gemeinden – 359 Einwohner (2001: 448 Einwohner)
- 01-0903-5 Kanton Taraya – 3 Vicecantones – 6 Gemeinden – 402 Einwohner (2001: 448 Einwohner)
- 01-0903-6 Kanton Lime – 1 Vicecantón – 4 Gemeinden – 671 Einwohner (2001: 477 Einwohner)
- 01-0903-7 Kanton Santa Rosa – 1 Vicecantón – 1 Gemeinde – 138 Einwohner (2001: 143 Einwohner)
- 01-0903-8 Kanton Socpora – 1 Vicecantón – 1 Gemeinde – 140 Einwohner (2001: 114 Einwohner)

## Ortschaften im Kanton Las Carreras
- Kanton Las Carreras
  - Las Carreras 765 Einw.

- Kanton Impora
  - Impora 159 Einw.

- Kanton La Torre
  - La Torre 158 Einw.

- Kanton Taraya
  - Taraya 143 Einw.

- Kanton Lime
  - Lime Centro 236 Einw.

- Kanton Santa Rosa
  - Santa Rosa 138 Einw.

- Kanton Socpora
  - Socpora 140 Einw.